# Grand-Am

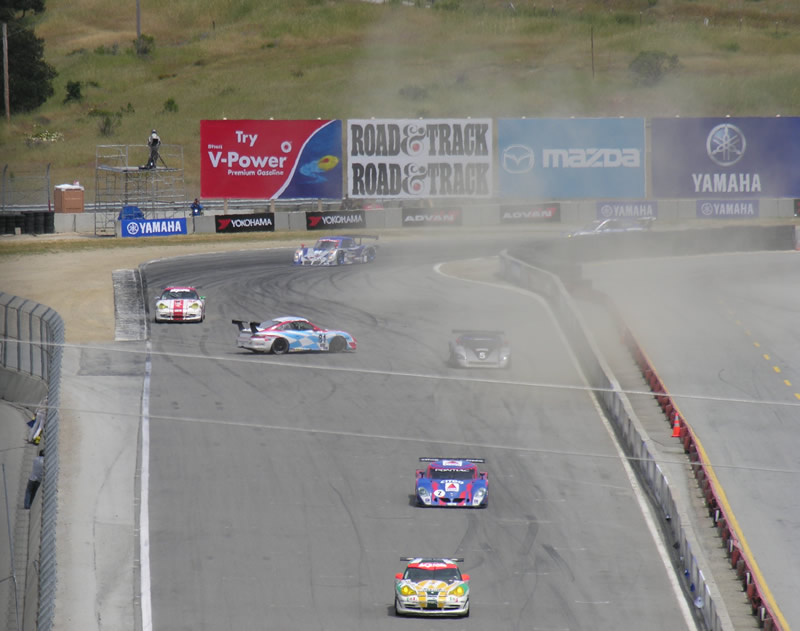
Road & Track 250 à Laguna Seca en 2005

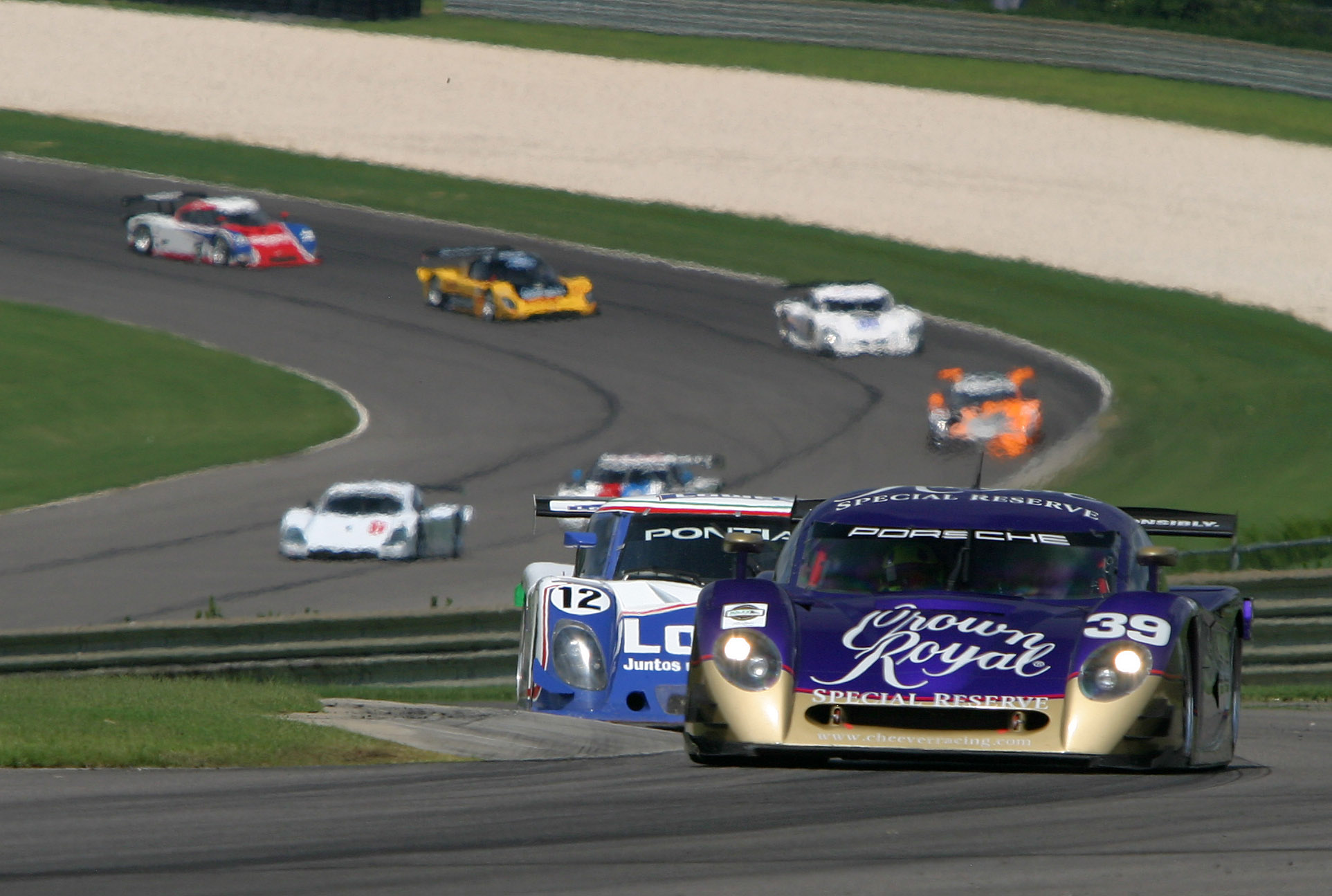
Daytona Prototypes lors d'une manche de Grand-Am en 2006

Grand-Am est un terme qui désigne à la fois un organisme de compétition automobile en Amérique du Nord (la Grand American Road Racing Association) et le principal championnat de cet organisme, les Rolex Sports Car Series. Ce dernier est un championnat d'endurance, qui met aux prises des voitures de type « Prototypes » ainsi que « Grand Tourisme ». Le Continental Tire Sports Car Challenge sert de support à ce championnat.
Créé en 2000 pour remplacer l'éphémère United States Road Racing Championship, le Grand-Am est un championnat attaché à ses racines américaines et financièrement accessible, et cela en opposition à son grand rival nord-américain qu'est l'American Le Mans Series (organisé par l'IMSA), à vocation plus internationale et qui voit s'affronter des voitures plus sophistiquées. 
La plus prestigieuse épreuve du championnat Grand-Am sont les 24 Heures de Daytona, qui ouvrent traditionnellement la saison fin janvier ou début février.